# Brent Severyn
Brent Severyn (Kanada, Alberta, Vegreville, 1966. február 22. –) profi jégkorongozó.

## Karrier
Karrierjét a WHL-ben kezdte. Ebben a ligában a Seattle Breakersben, a Brandon Wheat Kingsben, a Saskatoon Bladesben és a Seattle Thunderbirdsben játszott. Az 1984-es NHL-drafton a Winnipeg Jets választotta ki az ötödik kör 99. helyén. A draft után maradt a WHL-ben majd az Alberta Egyetemre járt és közben jégkorongozott. 1988-tól az AHL-ben játszott a Halifax Citadels csapat mezében. A Quebec Nordiquesben mindössze 35 mérkőzést játszott. Még három év az AHL-ben majd a Florida Panthershez került másfél évre. Innen a New York Islandershez szintén másfél évre. Az elkövetkező három évet mindig más csapatban töltötte: Colorado Avalanche, Anaheim Mighty Ducks, Dallas Stars. A dallasi gárdával 1999-ben megnyerte a Stanley-kupát. A Stars leküldte az IHL-be majd azután két szezon erejéig a német ligában játszott: Munich Barons, Krefeld Penguins, végül 2001-ben visszavonult. Az NHL-ben 328 mérkőzésen 10 gólt ütött, 30 asszisztot adott és 825 percet szabálytalankodott.

## Díja
- AHL Első All-Star Csapat: 1993
- Stanley-kupa: 1999
- Német bajnok: 2000